# 1818 Brahms
1818 Brahms este un asteroid din centura principală, descoperit pe 15 august 1939, de Karl Reinmuth.